# Yakitate!! Japan
Yakitate!! Japan (Nybakat!! Japanskt bröd) är en japansk manga, skriven av Takashi Hashiguchi och publicerad i Shogakukans Shōnen Sunday. Den har även blivit bearbetad till anime-format av Sunrise. Mangan har i Japan släppts i 25 volymer i pocket, vecko-utgivningen slutade 10 januari 2007. Animen, som sändes på bland annat TV Tokyo från oktober 2004 till mars 2006 blev totalt 69 avsnitt. Serien vann 2004 Shogakukan Manga Award för bästa shōnen-manga. 
Seriens namn är delvis en ordvits. Japan syftar både på landet Japan, men pan betyder även bröd på japanska. Franskt bröd heter till exempel furansu-pan på japanska, Ja-pan blir således japanskt bröd.
Azuma Kazuma blir i unga år övertalad av sin storasyster att smaka bröd. Han är först skeptisk och vill mycket hellre äta traditionellt japanskt ris. När han väl får smaka brödet kommer han dock snabbt på andra tankar. Mannen som äger bageriet där brödet är köpt lär Azuma att baka och berättar för honom att hans dröm är att skapa ett äkta japanskt bröd som japanerna ska kunna vara stolta över - Japan. Azuma delar snart hans dröm och hoppas kunna göra ett Japan som är minst lika gott som ris.
Det visar sig snart att Azuma har en speciell förmåga som kommer hjälpa honom i hans strävan. Han besitter nämligen Sol-händer, varma händer som gör att degen kan jäsa ovanligt snabbt och därmed bli smakrikare.
Några år och mängder av Japan-varianter senare söker Azuma till Pantasia, ett av Japans mest ansedda bagerier. Här träffar han flera vänner som kommer att hjälpa honom i hans strävan för att uppnå sin dröm.

## Rollista

### Huvudfigurer
Azuma Kazuma
Röstskådespelare: Yumiko Kobayashi
16-åriga Azuma är trots sin låga ålder redan en fullfjädrad bagare. Han drömmer om att skapa Ja-pan, ett bröd som ska vara för Japan vad franskbrödet är för fransmännen. Till sin hjälp har han sina ovanligt varma händer, så kallade Solhänder, som gör att brödet kan jäsa fortare. Han är inte alltid den smartaste i rummet, men när det kommer till bröd är det få som kommer upp till hans nivå.
Födelsedag: 23/9
Kawachi Kyōsuke
Röstskådespelare: Shūhei Sakaguchi
Kommer ursprungligen från Kansai-området i Japan och är Azumas medarbetare. Kawachi är mer kunnig inom bakning än Azuma, men snart upptäcker han att teoretisk kunskap inte är det viktigaste. För att bli starkare som bagare utvecklar han Sol-handskar (en svagare och icke-medfödd variant av Azumas Sol-händer) genom att träna så mycket att hans kroppstemperatur höjs.
Födelsedag: 11/6
Suwabara Kai
Röstskådespelare: Takayuki Sakazume
Suwabara arbetar på Pantasias huvudbageri och har även studerat svärdskonst. Han säger dock att han lämnat svärdsmannens väg av destruktion för att följa brödets livsgivande väg. Han har en förmåga att under brödbaks-tävlingar skrämma iväg sina motståndare utan att de ens börjat baka, och vinna på det sättet. Hans bagartalang är dock inte att underskatta för det. En bit in i serien skapar han sin egen typ av bröd: Lu-pan (ung. Stöld-bröd) som han skapar genom att stjäla från all världens mat och matlagningstekniker.
Shigeru Kanmuri
Röstskådespelare: Marina Inoue
Tog examen från Harvard redan vid 16 års ålder och anses vara ett geni, även inom brödbakningskonsten. Shigeru gick på Harvard samtidigt som Kuroyanagi, och kallar därför honom för "senpai" (japansk titel för äldre och mer erfarna. Här används det eftersom Shigeru gick i en lägre årskurs). Shigeru arbetar från början med den lömska Yukino Azusagawa, eftersom hon förser honom med pengar till sin forskning om jäst. Han lämnar henne dock för att arbeta på Pantasias södra Tokyo-bageri tillsammans med Azuma och Kawachi.
Födelsedag: 29/11
Tsukino Azusagawa
Röstskådespelare: Chihiro Otsuka
Som ett av barnbarnen till ägaren av Pantasia är Tsukino en av tre kvinnor som tävlar om att en dag ta över Pantasia-kedjan. Hon stöter dock på en del motgångar på grund av att hennes pappa fick henne utanför äktenskapet. Tsukino är den som upptäcker Azuma och Kawachi och för dem till Pantasias södra Tokyo-bageri, som Ken Matsushiro driver åt henne då hon själv fortfarande är för ung.
Födelsedag: 29/3
Ken Matsushiro
Röstskådespelare: Hiroki Touchi
VD för Pantasias Södra Tokyo-bageri med ett väldigt utmärkande afrofrisyr. Är känd som den bästa franskbröd-bagaren i Japan. Var tidigare Kuroyanagis lärare. Fick delar av sin utbildning vid en kyrka, och det var även den som fick honom att skaffa den frisyr han har.

## Lista över numrerade Ja-pan
- Ja-pan #1: Rostad sojamjölks-Ja-pan ※
- Ja-pan #2: Suihan ja-pan (Ja-pan gjord i riskokare)
- Ja-pan #3: Microvågsugns-sesambröd
- Ja-pan #8: Färgat, glaserat och långsamt bakat Sköldpadds-Ja-pan (med stärkelsesirap)
- Ja-pan #9: Taiyakibröd (Taiyaki är en japansk fisk-formad kaka)
- Ja-pan #10: Blötlagd hirs-Ja-pan (Diet-Ja-pan låg på kolhydrater)
- Ja-pan #12: Choklad-coronette ※
- Ja-pan #15: Auto-nedsmält japanskt ladugårdshirs
- Ja-pan #15 (variant):Auto-nedsmält Nanshõkasei med vetemjöl (ett bröd som riktar in sig på gymnasietjejer)
- Ja-pan #16: Mt.Fuji Curry Ja-pan (egentligen indiskt "Naan")
- Ja-pan #21: Spirande vetemjöls-Castella Ja-pan (Castella är en sorts porös, söt kaka som är populär i Japan) ※
- Ja-pan #22: Kamaboko Ja-pan (kamaboko är en sorts japansk skaldjursprodukt)
- Ja-pan #24: (Antas vara Ja-pan med smör gjort på Hanako-mjölk (getmjölk)
- Ja-pan #24 (variant): Franskt Ja-pan med smör gjort på Hanako-mjölk (getmjölk)
- Ja-pan #32: Ja-pan-middagsbröd med wasabi som inte möglar på lång tid
- Ja-pan #43: Ja-pan-croissant med 324-lager ※
- Ja-pan #44: Himmelsk petalit-Ja-pan
- Ja-pan #51: Sportbröd med vitlök
- Ja-pan #51 Kai-variant av sportbröd med Ål, Nori, Silkespulver och svarta sojabönor för Formel1-förare
- Ja-pan #54: Anpan (japanskt bröd fyllt med söt bönpasta)
- Ja-pan #55: "Anpan" (fylld med mormors rödbönspasta)
- Ja-pan #56: Svart Ja-pan (gjordes från början med riskli som sen blev utbytt mot en speciell aska från bambu-kol i avsnitt 29 av anime-serien) ※
- Ja-pan #57: Kabukiage (Ja-pan av gårdagens bröd)
- Ja-pan #58: Melonpan-Ja-pan i Sushi-Stil (Melonpan är ett japanskt bröd formad som en melon med krispig kakdeg på utsidan. Smaken behöver inte vara melon) ※
- Ja-pan #59: Okonomiyaki-smörgås med Yakisobafyllning
- Ja-pan #60: "Klibbigt och elastiskt"  Ja-pan med kraftfullt gluten
- Ja-pan #61: Cannabis/Taima-munkbröd (Taima är cannabis, men låter också som det engelska ordet "time") ※

※ Brödet är i verkligheten producerat av företaget Yamazaki Pan i Japan.